# Oliver Strunz
Oliver Strunz (14 giugno 2000) è un calciatore austriaco, centrocampista dell'Floridsdorfer in prestito dal Rapid Vienna.

## Carriera

### Club
Ha iniziato a giocare a calcio nel settore giovanile del First Vienna, da cui è passato nel 2008 al Rapid Vienna. Il 20 marzo 2021 ha firmato il suo primo contratto professionistico ed il 16 luglio dello stesso anno ha debuttato in prima squadra nell'incontro di ÖFB-Cup vinto 6-0 contro il SC Wiener Viktoria. Ha segnato il suo primo gol il 19 febbraio 2023 nell'incontro di campionato perso vinto 2-0 contro l'Altach.
Il 18 giugno 2024 viene ceduto in prestito all'Altach.
Il 6 febbraio 2025 il prestito viene rescisso; contestualmente viene ceduto, sempre a titolo temporaneo, agli austriaci del Floridsdorfer.

### Nazionale
Ha giocato nelle nazionali giovanili austriache Under-17, Under-18 ed Under-21.

## Statistiche

### Presenze e reti nei club
Statistiche aggiornate al 22 dicembre 2023.
| Stagione        | Squadra         | Campionato      | Campionato | Campionato | Coppe nazionali | Coppe nazionali | Coppe nazionali | Coppe continentali | Coppe continentali | Coppe continentali | Altre coppe | Altre coppe | Altre coppe | Totale | Totale |
| Stagione        | Squadra         | Comp            | Pres       | Reti       | Comp            | Pres            | Reti            | Comp               | Pres               | Reti               | Comp        | Pres        | Reti        | Pres   | Reti   |
| --------------- | --------------- | --------------- | ---------- | ---------- | --------------- | --------------- | --------------- | ------------------ | ------------------ | ------------------ | ----------- | ----------- | ----------- | ------ | ------ |
| 2017-2018       | Rapid Vienna II | RL              | 5          | 1          |                 | -               | -               |                    | -                  | -                  |             | -           | -           | 5      | 1      |
| 2018-2019       | Rapid Vienna II | RL              | 5          | 2          |                 | -               | -               |                    | -                  | -                  |             | -           | -           | 5      | 2      |
| 2019-2020       | Rapid Vienna II | RL              | 2          | 0          |                 | -               | -               |                    | -                  | -                  |             | -           | -           | 2      | 0      |
| 2020-2021       | Rapid Vienna II | 2L              | 19         | 8          |                 | -               | -               |                    | -                  | -                  |             | -           | -           | 19     | 8      |
| 2021-2022       | Rapid Vienna II | 2L              | 13         | 4          |                 | -               | -               |                    | -                  | -                  |             | -           | -           | 13     | 4      |
| 2022-2023       | Rapid Vienna II | 2L              | 4          | 2          |                 | -               | -               |                    | -                  | -                  |             | -           | -           | 4      | 2      |
| 2021-2022       | Rapid Vienna    | BL              | 4          | 0          | CA              | 3               | 0               | UCL+UEL+UECL       | 0+3+0              | 0                  |             | -           | -           | 10     | 0      |
| 2022-2023       | Rapid Vienna    | BL              | 14         | 4          | CA              | 3               | 0               | UECL               | 0                  | 0                  |             | -           | -           | 17     | 4      |
| 2023-2024       | Rapid Vienna    | BL              | 12         | 0          | CA              | 3               | 2               | UECL               | 0                  | 0                  |             | -           | -           | 15     | 2      |
| Totale carriera | Totale carriera | Totale carriera | 78         | 21         |                 | 9               | 2               |                    | 3                  | 0                  |             | -           | -           | 90     | 23     |